# Magdalena Yi Yŏng-dŏk
Św. Magdalena Yi Yŏng-dŏk (ko. 이영덕 막달레나) (ur. 1811 w Seulu, zm. 29 grudnia 1839 tamże) – męczennica, święta Kościoła katolickiego.
Magdalena Yi Yŏng-dŏk urodziła się w 1811 roku w szlacheckiej, ale bardzo biednej rodzinie. Została katoliczką pod wpływem swojej babki, podobnie jak jej matka Barbara Cho i młodsza siostra Maria Yi In-dŏk. Natomiast jej ojciec był nastawiony nieprzychylnie do chrześcijaństwa. Gdy miała 20 lat ojciec próbował wydać ją za mąż za niekatolika. Odmówiła zgody na to małżeństwo udając chorobę. Podczas prześladowań chrześcijan w Korei Magdalena Yi Yŏng-dŏk została uwięziona i poddana torturom mającym zmusić ją do wyrzeczenia się wiary. Została ścięta w Seulu w miejscu straceń za Małą Zachodnią Bramą razem z 6 innymi katolikami (Barbarą Cho Chŭng-i, Magdaleną Han Yŏng-i, Piotrem Ch’oe Ch’ang-hŭb, Benedyktą Hyŏng Kyŏng-nyŏn, Elżbietą Chŏng Chŏng-hye i Barbarą Ko Sun-i) 29 grudnia 1839 roku. Jej matka zmarła wcześniej w więzieniu, a jej siostra Maria Yi In-dŏk została stracona w styczniu 1840 roku.
Dzień jej wspomnienia przypada 20 września (w grupie 103 męczenników koreańskich).
Beatyfikowana razem z siostrą Marią Yi In-dŏk 5 lipca 1925 roku przez Piusa XI, kanonizowana 6 maja 1984 roku w Seulu przez Jana Pawła II w grupie 103 męczenników koreańskich.